# Usar
Usar is een bestuurslaag in het regentschap Sumbawa van de provincie West-Nusa Tenggara, Indonesië. Usar telt 3291 inwoners (volkstelling 2010).